# Charaxes virilis
Charaxes virilis is een vlinder uit de familie van de Nymphalidae. De wetenschappelijke naam van de soort is voor het eerst geldig gepubliceerd in 1900 door Lionel Walter Rothschild.